# 台場
台場（だいば）とは、幕末に設置された砲台で、要塞の一種である。日本各地に築かれた。
当初は幕府や各藩において異国船の打払いを企図したものが多く海岸や河岸に築かれるものが多かった。しかし、幕末から明治にかけて起こった戊辰戦争や箱館戦争や西南戦争においては、堡塁や塹壕、胸壁などの野戦築城の数々も台場と呼ばれるようになった。これらは海岸線に限らず、峠・高台・交通の要衝に築かれる事が多々あった。

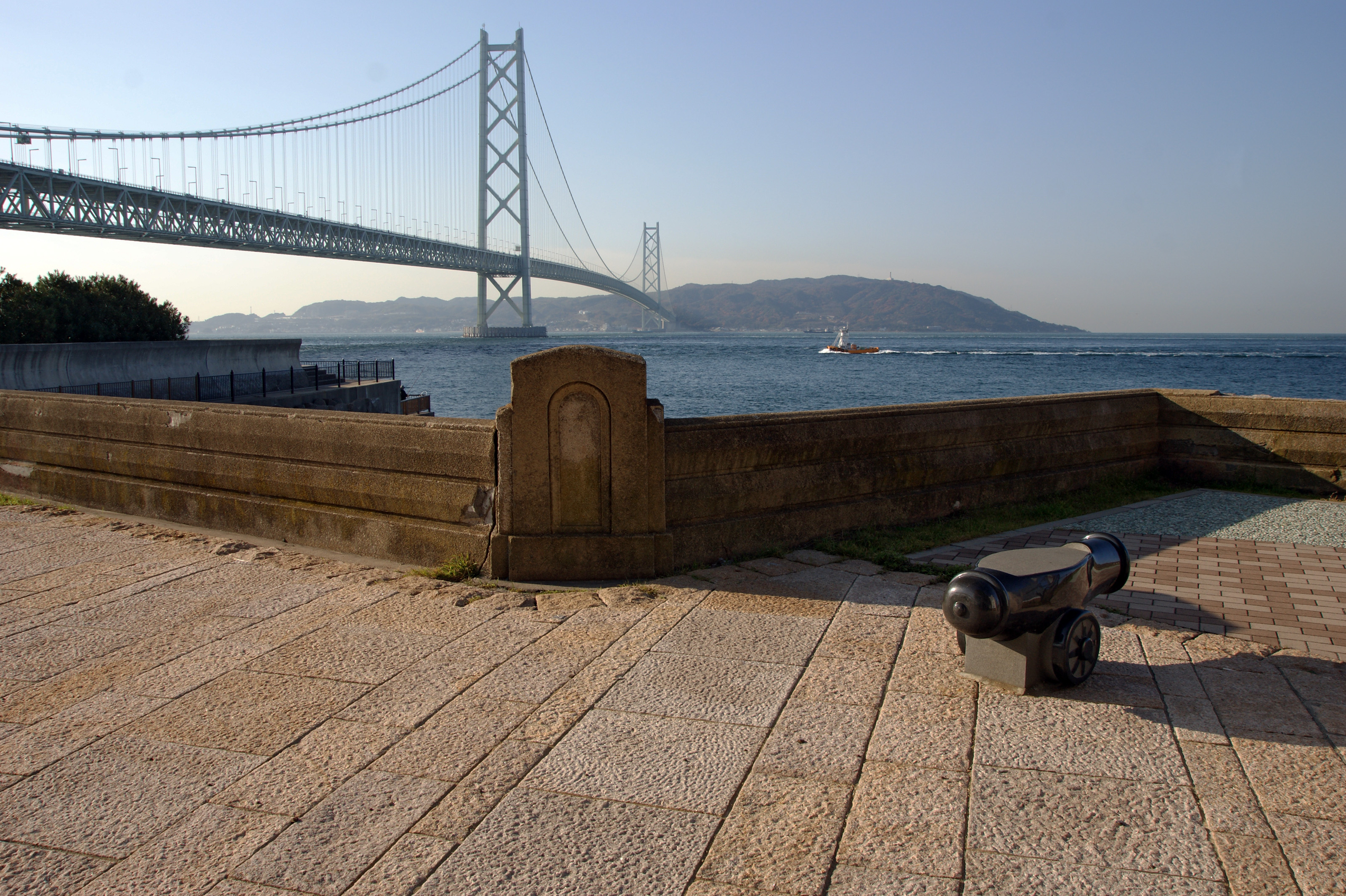
明石海峡を防衛する明石藩舞子台場跡

## 主要な台場遺構

### 幕府の台場
- 品川台場（品川砲台）（東京都港区） - 国の史跡。江戸幕府がペリー来航に備えて築いた砲台。通称「お台場」。第一台場から第七台場までの建設が進められたが、第七台場は未完成のままとなった。
- 弁天台場（北海道函館市） - 新選組と明治新政府軍と最後の戦いの場。
- 堺台場（大阪府堺市堺区） - 36貫目モルチール砲など大砲8門を設置。堺事件の舞台でもある。
- 楠葉台場（大阪府枚方市）・高浜台場（大阪府三島郡島本町） - 淀川の防衛を目的とした河川台場。京都方面に遡上する敵艦に両岸から砲撃が加えられるように、2基の砲台で1セットとなっていた。

### 各藩の台場

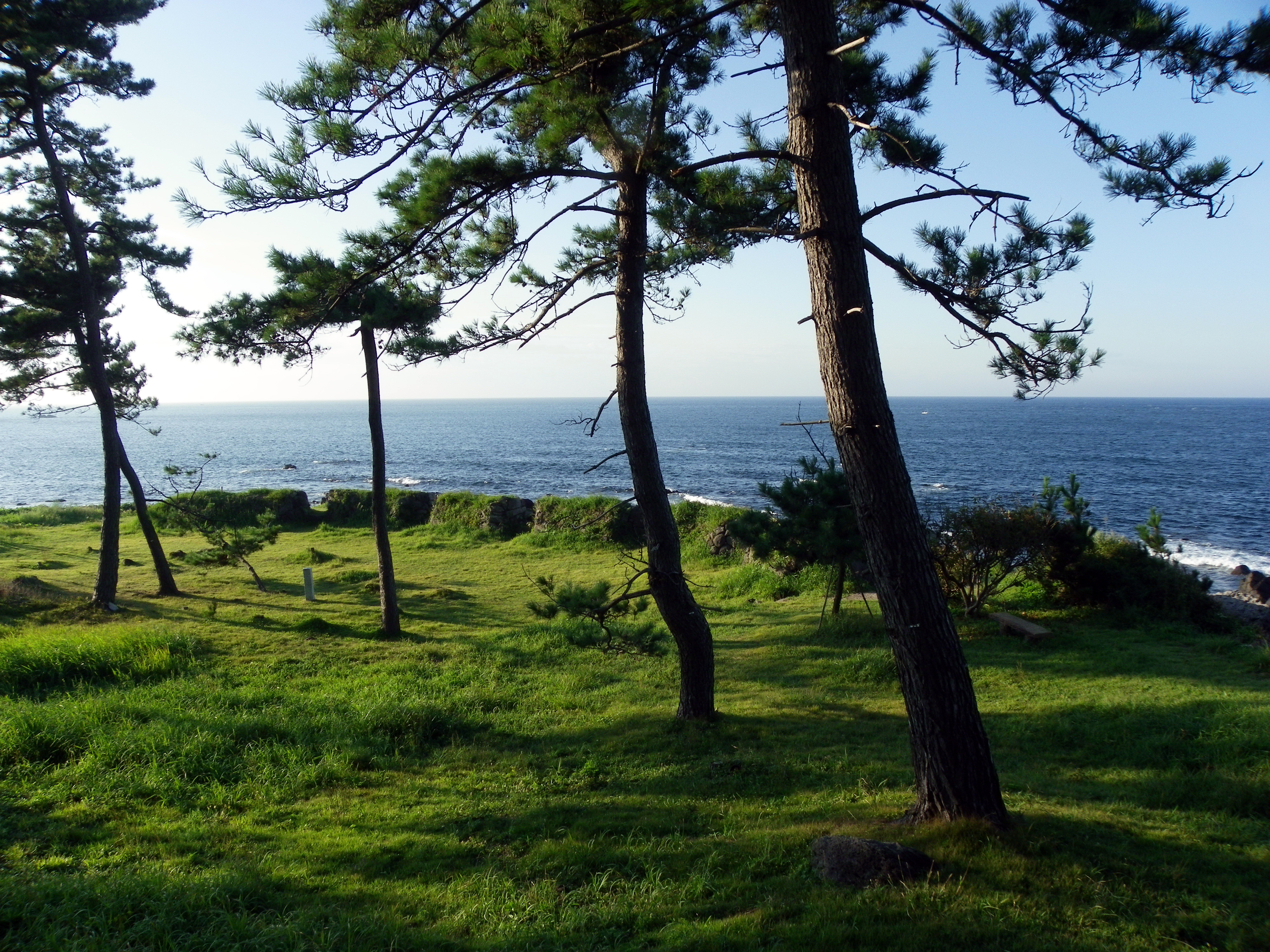
丸岡藩 砲台跡

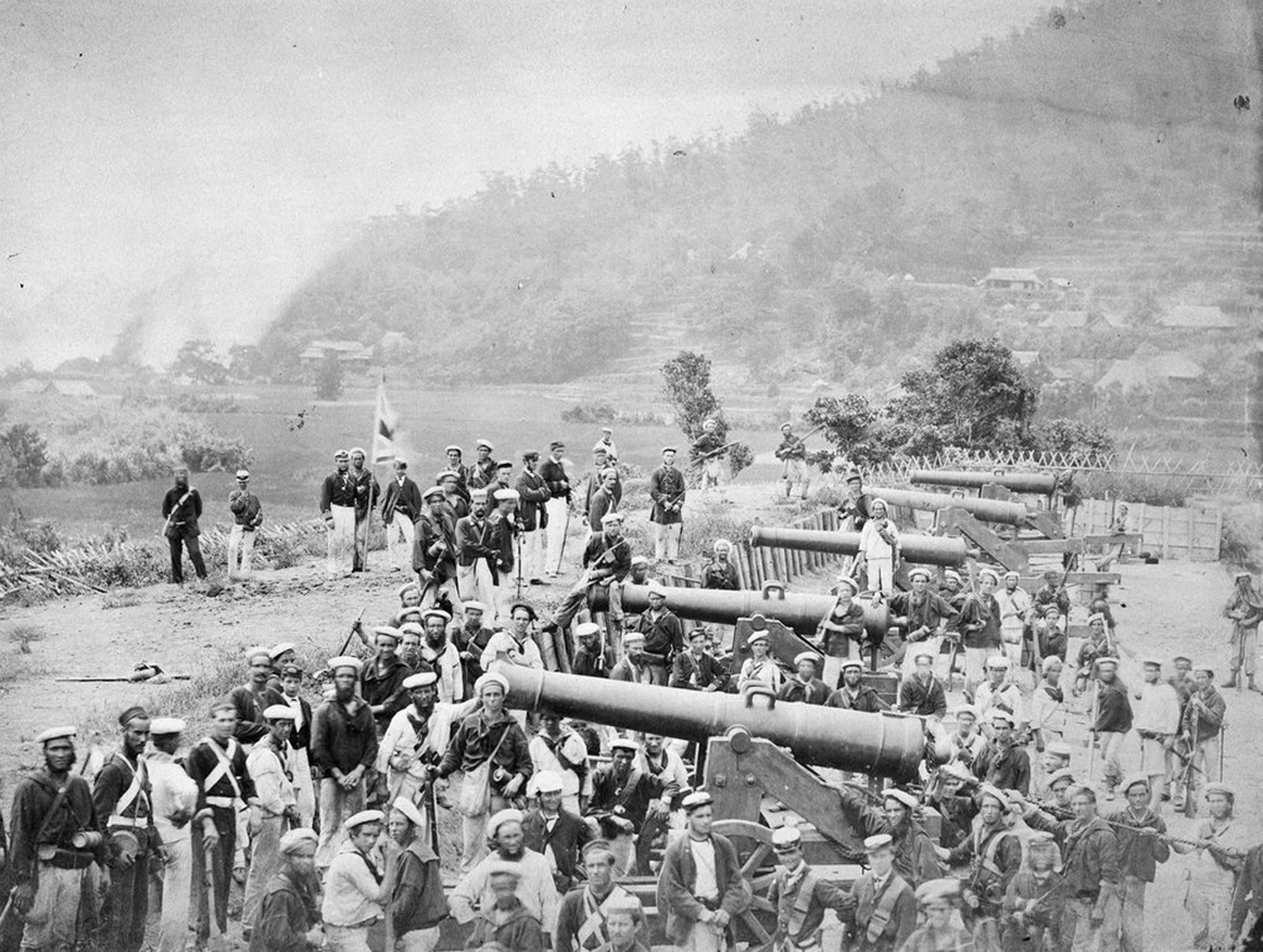
下関戦争で外国軍に占領された長州藩前田台場

- 平舘台場（青森県外ヶ浜町、弘前藩） - 青森県指定文化財。
- 加賀藩生地台場（富山県黒部市） - 富山県指定文化財
- 伏木台場跡 (富山県高岡市) -富山県指定文化財                                                                         加賀藩が異国船防備のため、設置を定めた13箇所の砲台の一つで1851年に設置。1867年頃までには、撤去されていたという。
- 丸岡藩砲台跡（福井県坂井市三国町梶） - 梶台場、国の史跡[1]。
- 小浜藩台場跡（福井県大飯郡おおい町） - 松ヶ瀬台場跡、鋸崎台場跡。国の史跡[2]。
- 明石藩舞子台場跡（兵庫県神戸市） - 国の史跡。勝海舟の設計、明石海峡の防衛。
- 徳島藩松帆台場跡（兵庫県淡路市） - 国の史跡[3]。明石海峡の防衛。
- 横井上お台場跡（岡山県岡山市） - 市指定史跡。津山往来(街道)の防衛と軍事演習を目的として、古墳を利用し内陸部に構築された岡山藩の台場。
- 鳥取藩台場跡（鳥取県内8か所） - 国の史跡[4]。
- 長州藩下関前田台場跡（山口県下関市） - 国の史跡。関門海峡の防衛で下関戦争の舞台。低台場と高台場によって構成され、周辺には壇ノ浦砲台跡など十数の砲台が築造されていた[5]。
- 菊ヶ浜土塁（山口県萩市） - 別名・女台場[注釈 1]。萩市指定史跡。海岸線に沿って築かれており、随所に横矢掛かりを仕掛けた防塁である。
- 福岡藩台場跡

### 戊辰戦争時の台場
- 四稜郭（北海道函館市）
- 権現台場（同市） - 旧幕府軍が旧箱館東照宮（現在の神山稲荷神社。東照宮はその後、同市陣川町に移転）の境内を野戦陣地化したもの。
- 母成峠、馬入峠 （福島県猪苗代町など） - 会津戦争時に会津藩が国境の峠に野戦陣地を構築したもの。
- 酒樽台場 （京都府京都市） - 鳥羽・伏見の戦いにおいて、旧幕府軍が急ごしらえで構築した一種のバリケード。接収した酒樽で構築した事から名づけられた。

### 西南戦争時の台場
- 七本柿木台場（熊本県熊本市）
- 二俣瓜生田官軍砲台（熊本県玉名郡玉東町） - 政府軍の堡塁
- 鹿児島橋頭堡[7]（鹿児島県鹿児島市） - 政府軍が構築。多数の堡塁や野戦陣地から成る。

## 他の台場・陣屋設営地
- 神奈川県

猿島（横須賀市）
神奈川台場（横浜市神奈川区、伊予松山藩）
小田原台場（小田原市、小田原藩）
- 千葉県
  - 房州沿岸警備役：会津藩・武蔵忍藩＋1853年のペリー来航後、備前岡山藩・筑後柳川藩も追加

洲ノ崎備場（館山市・館山湾への突部）
富津台場（富津市・柳川藩）
七曲砲台：（富津市・会津藩）
嶋戸倉砲台：（富津市）
竹ヶ岡砲台（富津市・会津藩）
吾妻村番所：（富津市・幕府）
白子遠見番所（南房総市・幕府）
富津陣屋（富津市・白河藩）
竹ヶ岡陣屋（富津市）
波左間陣屋：鴨川市）
北條陣屋：
飯野陣屋：（富津市・飯野藩）
- 和歌山県

雑賀崎台場（和歌山市・紀州藩、現番所庭園）
加太台場（和歌山市・紀州藩）